# George Nash (Ruderer)

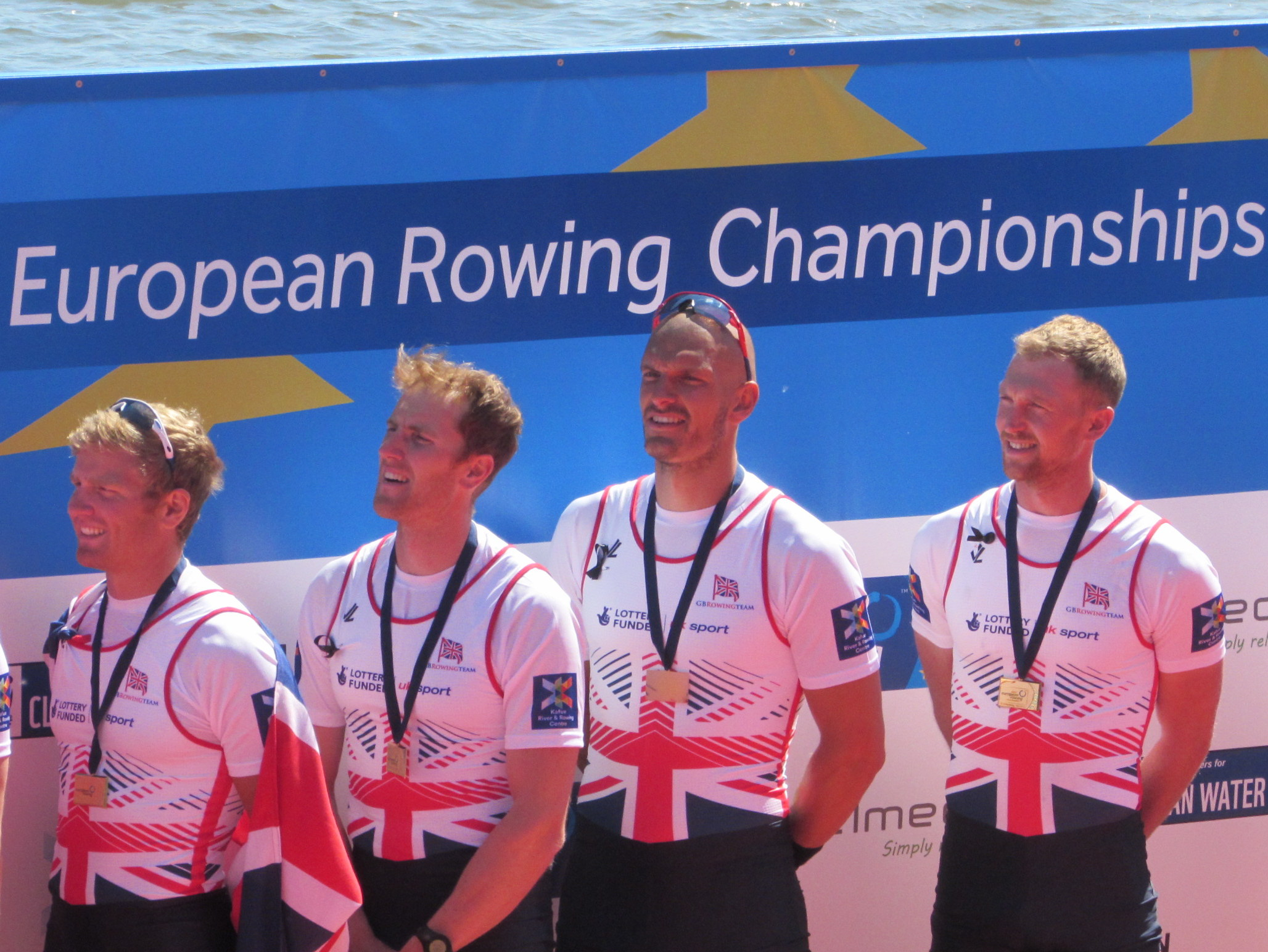
Die Europameister 2016 von links nach rechts: Louloudis, Nash, Sbihi, Gregory

George Christopher Nash, MBE (* 2. Oktober 1989 in Guildford) ist ein ehemaliger britischer Ruderer. Er gewann 2013 im Achter und 2014 im Vierer ohne Steuermann den Weltmeisterschaftstitel.

## Karriere
Nash startete bei den Junioren-Weltmeisterschaften 2006 und belegte den vierten Platz im Achter ohne Steuermann, bei den Junioren-Weltmeisterschaften 2007 siegte er mit dem britischen Vierer ohne Steuermann. 2010 gewann er mit dem Vierer ohne Steuermann die Silbermedaille bei den U23-Weltmeisterschaften. 2011 gab Nash sein Weltcupdebüt, als er zusammen mit Constantine Louloudis in Luzern das B-Finale im Zweier ohne Steuermann gewann. Bei den U23-Weltmeisterschaften 2011 gewannen die beiden den Titel. 2012 fuhr Nash im Zweier ohne Steuermann mit William Satch, die beiden gewannen bei der Olympiaregatta in Eton die Bronzemedaille hinter den Booten aus Neuseeland und Frankreich.
2013 wechselte Nash vor dem Weltcup in Luzern in den britischen Achter, der dort den vierten Platz belegte. Bei den Ruder-Weltmeisterschaften in Chungju siegte der britische Achter vor den Deutschen, es war der erste Weltmeistertitel für den britischen Männer-Achter überhaupt. 2014 wechselten Alex Gregory, Mohamed Sbihi, George Nash und Andrew Triggs Hodge aus dem Weltmeister-Achter in den Vierer ohne Steuermann; dieses Boot siegte sowohl bei den Ruder-Europameisterschaften 2014 in Belgrad als auch bei den Ruder-Weltmeisterschaften 2014 in Amsterdam. 2015 gewann Nash mit dem britischen Achter die Silbermedaille bei den Europameisterschaften und die Goldmedaille bei den Weltmeisterschaften. Bei den Europameisterschaften 2016 traten mit Alex Gregory, Mohamed Sbihi, George Nash und Constantine Louloudis vier Ruderer aus dem Weltmeister-Achter von 2015 im Vierer ohne Steuermann an und gewannen den Titel. In der gleichen Besetzung siegte der britische Vierer auch bei den Olympischen Spielen 2016.
Der 1,95 Meter große George Nash rudert für den Molesey Boat Club. Nash nahm als Student der Universität Cambridge dreimal am Boat Race teil, 2010 saß er im siegreichen Boot.